# Digonogastra solitaria
Digonogastra solitaria är en stekelart som beskrevs av Robert A.Wharton och Donald L.J. Quicke 1989. Digonogastra solitaria ingår i släktet Digonogastra och familjen bracksteklar. Inga underarter finns listade i Catalogue of Life.